# La Pola de Gordón
La Pola de Gordón település Spanyolországban, León tartományban. Lakosainak száma 2842 fő (2024).

## Földrajza
La Pola de Gordón La Robla, Carrocera, Los Barrios de Luna, Sena de Luna, Villamanín, Vegacervera és Matallana de Torío községekkel határos.

## Népesség
A település lakosságának változását az alábbi diagram mutatja:
| Lakosok száma | 4994 | 4422 | 4170 | 4077 | 3905 | 3653 | 3379 | 3224 | 2929 | 2842 |
|               | 2001 | 2004 | 2007 | 2009 | 2012 | 2014 | 2017 | 2019 | 2022 | 2024 |